# Tyrma
Il Tyrma (in russo Тырма?) è un fiume dell'Estremo oriente russo, affluente di sinistra della Bureja nel bacino dell'Amur. Scorre nel Verchnebureinskij rajon del Territorio di Chabarovsk.
Ha origine dai monti della Bureja e scorre dapprima con direzione sud-occidentale, nei pressi della località di Tyrma assume la direzione nord-occidentale, che manterrà fino alla foce nel bacino idrico della Bureja (Бурейское водохранилище). I principali affluenti sono Jaurin (lungo 195 km) dalla sinistra idrografica, Gudžal (171 km) e Sutyr' (174 km) dalla destra.
La lunghezza del fiume è di 334 km, l'area del suo bacino è di 15 100 km². Il fiume è gelato, mediamente, dai primi di novembre a fine aprile / inizio maggio.